# Hemileius initialis
Hemileius initialis is een mijtensoort uit de familie van de Scheloribatidae. De wetenschappelijke naam van de soort is voor het eerst geldig gepubliceerd in 1908 door Berlese.